# Teorema de Fubini
En matemáticas el teorema de Fubini, llamado así en honor del matemático italiano Guido Fubini, afirma que si:
{\displaystyle \int _{A\times B}|f(x,y)|\,d(x,y)<\infty ,}
la integral respecto al producto cartesiano de dos intervalos en el espacio
{\displaystyle A\times B}
puede ser escrita como:
{\displaystyle \int _{A}\left(\int _{B}f(x,y)\,dy\right)\,dx=\int _{B}\left(\int _{A}f(x,y)\,dx\right)\,dy=\int _{A\times B}f(x,y)\,d(x,y),}
Las primeras dos integrales son simples, mientras que la tercera es una integral en el producto de dos intervalos.
Por otra parte si:
{\displaystyle f(x,y)=f(x)g(y)}
entonces:
{\displaystyle \int _{A}f(x)\,dx\int _{B}g(y)\,dy=\int _{A\times B}f(x)g(y)\,d(x,y)}

Por lo tanto la integral doble es reducible al producto de dos integrales simples.
Si la serie {\displaystyle \sum _{i\geq 1,\geq 1}a_{i,j}} converge absolutemente, las relaciones 
{\displaystyle \sum _{i\geq 1,j\geq 1}a_{i,j}=\sum _{i\geq 1}\left(\sum _{j\geq 1}a_{i,j}\right)=\sum _{i\geq 1}\left(\sum _{j\geq 1}a_{i,j}\right)}
son válidas. También se llama el "teorema de Fubini". 

## Aplicaciones

### Integral de Gauss
Una aplicación del teorema de Fubini es la evaluación de la "integral de Gauss" (también llamada "integral gaussiana" o "integral de probabilidad"), la cual es base de una gran parte de la teoría de probabilidad:

{\displaystyle \int _{-\infty }^{\infty }e^{-x^{2}}\,{\text{d}}x={\sqrt {\pi }}.}

Para ver cómo es usado el "teorema de Fubini" para probar este importante resultado, véase la integral de Gauss.